# Singoalla (film)
Singoalla er en svensk-fransk film fra 1949 instrueret af Christian-Jaque med Viveca Lindfors og Alf Kjellin i hovedrollen . Den er baseret på den romantiske roman Singoalla af Viktor Rydberg, som igen er baseret på en middelalderlig legende om kærligheden mellem en sigøjner og en adelsmand. Det blev produceret i tre sprogversioner: svensk, fransk og engelsk. De svenske og franske versioner havde titlen Singoalla . Den engelske version havde tre titler: Gypsy Fury (USA), The Wind is My Lover (UK) og The Mask and the Sword (UK). Den svenske og engelske version medvirkede Alf Kjellin som adelsmand, men den franske version medvirkede i Michel Auclair. Alle tre versioner blev redigeret separat - selv forlægget er lidt anderledes. Den svenske og franske løber over 100 minutter, den engelske kun 63 minutter.

## Skuespillere
- Viveca Lindfors som Singoalla[1]
- Alf Kjellin (alias Christopher Kent) som ridder Erland Månesköld - svensk[1] og engelsk version
- Michel Auclair som ridder Erland Månesköld - fransk version[1]
- Edvin Adolphson som Latzo[1]
- Lauritz Falk som assim[1]
- Naima Wifstrand som Cioara[1]
- John Elfström som Erasmus[1]
- Märta Dorff som Elfrida Månesköld[1]
- Vibeke Falk som Helena Ulfsax[1]
- Georg Funkquist som kapelan[1]
- Jean Georges Chambot (også kaldet Johnny Chambot) som Sorgbarn[1]